# Neogardneria murrayana
Neogardneria murrayana är en orkidéart som först beskrevs av George Gardner och William Jackson Hooker, och fick sitt nu gällande namn av Rudolf Schlechter och Leslie Andrew Garay. Neogardneria murrayana ingår i släktet Neogardneria och familjen orkidéer. Inga underarter finns listade i Catalogue of Life.

## Bildgalleri

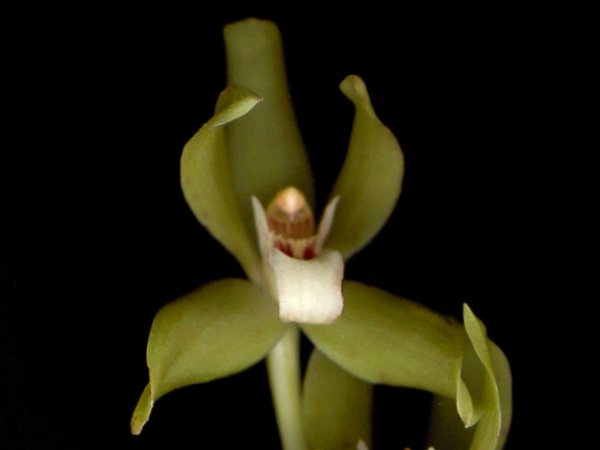
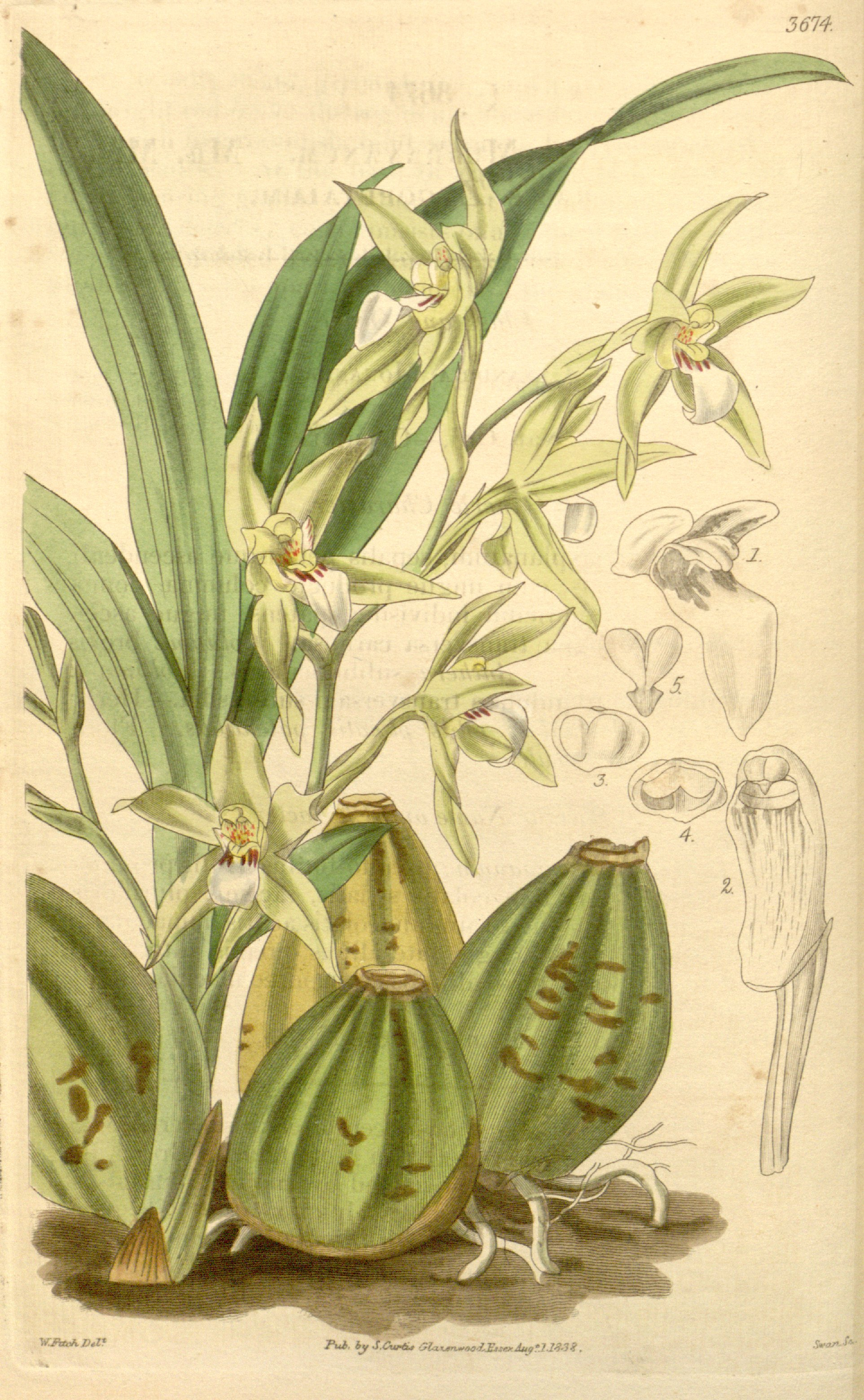